# Woliczka
Woliczka – wieś w Polsce, położona w województwie podkarpackim, w powiecie rzeszowskim, w gminie Świlcza.
| SIMC    | Nazwa      | Rodzaj    |
| ------- | ---------- | --------- |
| 0664190 | Chodyrówka | część wsi |
| 0664208 | Dworzysko  | część wsi |
| 0664214 | Kurzejówka | część wsi |
| 0664220 | Miśtówka   | część wsi |

W latach 1975–1998 wieś administracyjnie należała do województwa rzeszowskiego.